# Richard McKinney
Richard Lee McKinney (Decatur, 12 ottobre 1953) è un ex arciere statunitense.

## Palmarès
- Giochi olimpici

Los Angeles 1984: argento nell'individuale;
Seoul 1988: argento nella gara a squadre.
- Mondiali

Interlaken 1975: oro nell'individuale argento nella gara a squadre;
Canberra 1977: oro nell'individuale e nella gara a squadre;
Berlino 1979: argento nella gara a squadre;
Punta Alt 1981: oro nella gara a squadre e bronzo nell'individuale;
Los Angeles 1983: oro nell'individuale e nella gara a squadre;
Seoul 1985: oro nell'individuale e argento nella gara a squadre;
Varsavia 1991: bronzo nella gara a squadre;
Jakarta 1995: bronzo nella gara a squadre.